# بلوز بیچ (ویرجینیای غربی)
بلوز بیچ (به انگلیسی: Blues Beach) یک منطقهٔ مسکونی در ایالات متحده آمریکا است که در شهرستان همپشر، ویرجینیای غربی واقع شده‌است.